# Revista de historia

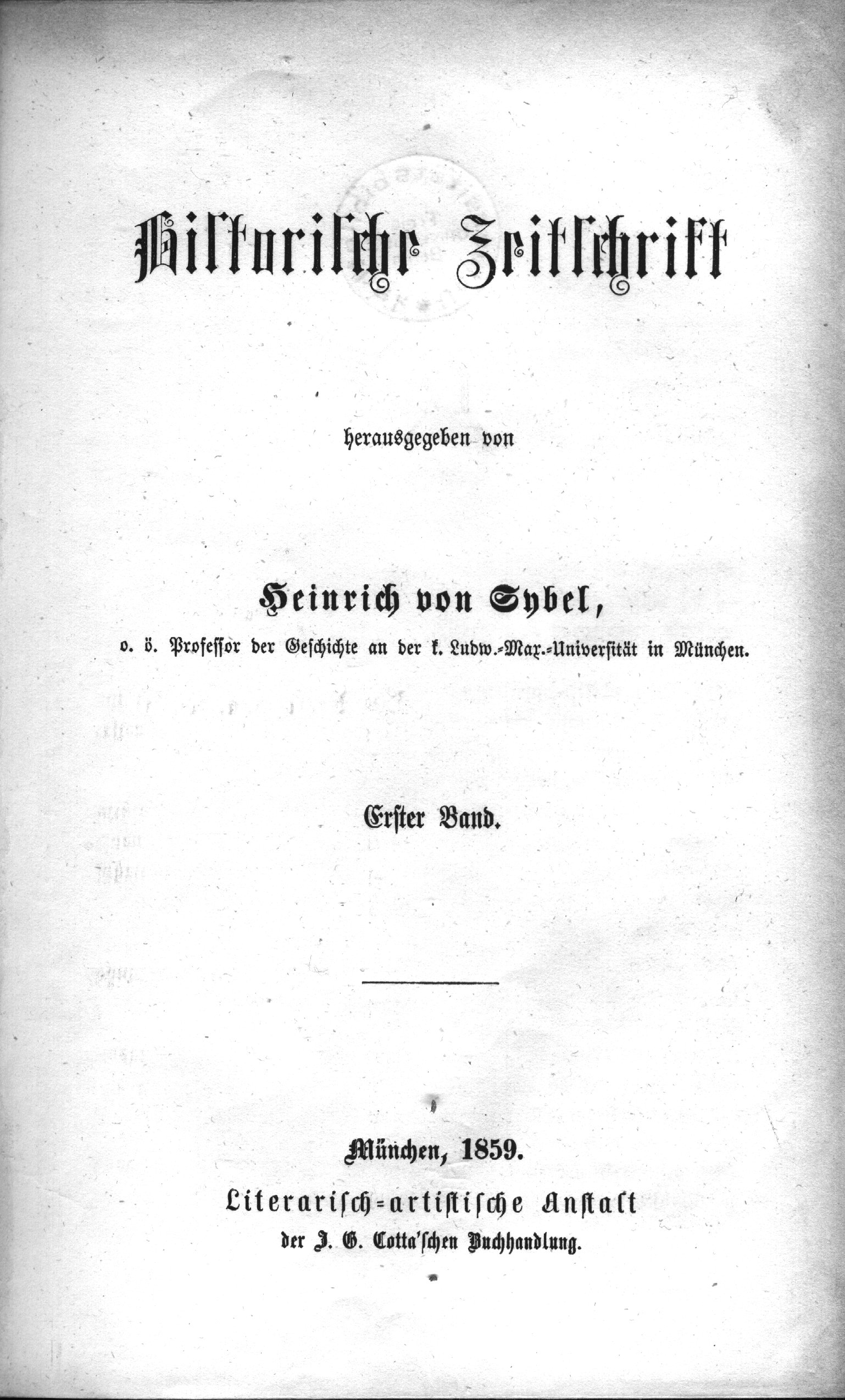
Historische Zeitschrift, 1859.

Revista de historia o publicación historiográfica es la publicación científica de carácter periódico especializada en el campo de la historia. Habitualmente toma la forma de revista mensual, trimestral, cuatrimestral, o anual (en cuyo caso suele hablarse de  anuario).
Los contenidos de una revista especializada en historia incluyen editoriales sin firmar que, bien sean redactados por él o bien lo hayan sido bajo su encargo, son responsabilidad del editor o director de la revista; y los artículos firmados, que son responsabilidad de sus autores, aunque su admisión para la publicación corresponde al editor de la revista, que siguiendo el procedimiento habitual en otros medios similares (revista científica) lo somete al proceso de revisión por pares (peer rewiev).
La mayoría de estos artículos suelen ser resultado del trabajo de investigación de un historiador, que comunica un aspecto parcial (monografía) o un resumen de ella. En la actualidad, como en el resto de los artículos científicos, se considera conveniente comenzar con un abstract que sintetiza breve mente su contenido y su ubicación en su campo de estudio (idóneamente, se acompaña de la traducción del abstract al inglés, y de una serie de palabras clave para facilitar su indexación), aunque esta forma de presentación aún no es de uso general. La forma en que se realiza un artículo historio gráfico como comunicación científica puede ser similar a la que se hace en un congreso, seminario o simposium, aunque de manera más formal y sistemática a como se haría en un coloquio. De hecho, es habitual que las comunicaciones orales leídas en un congreso se publiquen posteriormente, o incluso estén disponibles previamente para su discusión en él (la utilización de Internet es un vehículo muy utilizado en estos casos). Por el contrario, un artículo de historia se expresa de forma más sucinta, concreta o provisional frente a la forma habitual en que lo haría el mismo autor en un libro de historia, donde se exponen cuestiones de forma más extensa, y -habitualmente- general y definitiva -o al menos, en un punto en el que el historiador ha dado por terminado su trabajo-; o de la forma en que lo haría en un ensayo en que, sin necesidad de reflejar tan sistemáticamente el aparato crítico (referencias y notas de las fuentes utilizadas o de los métodos usados para su obtención y procesado), se exponen de forma más literaria o retórica ideas, opiniones y conclusiones propias del historiador sobre un objeto más amplio y con una perspectiva más general.
No obstante, en muchas ocasiones los artículos de las revistas de historia son comentarios sobre el trabajo de otros historiadores, bien sea de forma elogiosa o de forma polémica; o estados de la cuestión, en que se elabora una síntesis de lo publicado sobre un tema o las diferentes líneas de investigación, planteamientos científicos, posturas ideológicas, metodologías e hipótesis provisionales con que distintos historiadores lo afrontan. Un caso particular es la reseña y en su caso crítica de libros de historia de reciente aparición o las noticias relativas a asuntos de actualidad ocurridos en el mundo historiográfico (hallazgos arqueológicos o archivísticos, cuestiones relativas al patrimonio histórico, congresos y distintos tipos de convocatorias, premios, nombramientos y otras cuestiones académicas, necrológicas, conmemoraciones de hechos destacados, repercusiones externas del trabajo historiográfico, o repercusiones en éste de cuestiones externas, etc.).

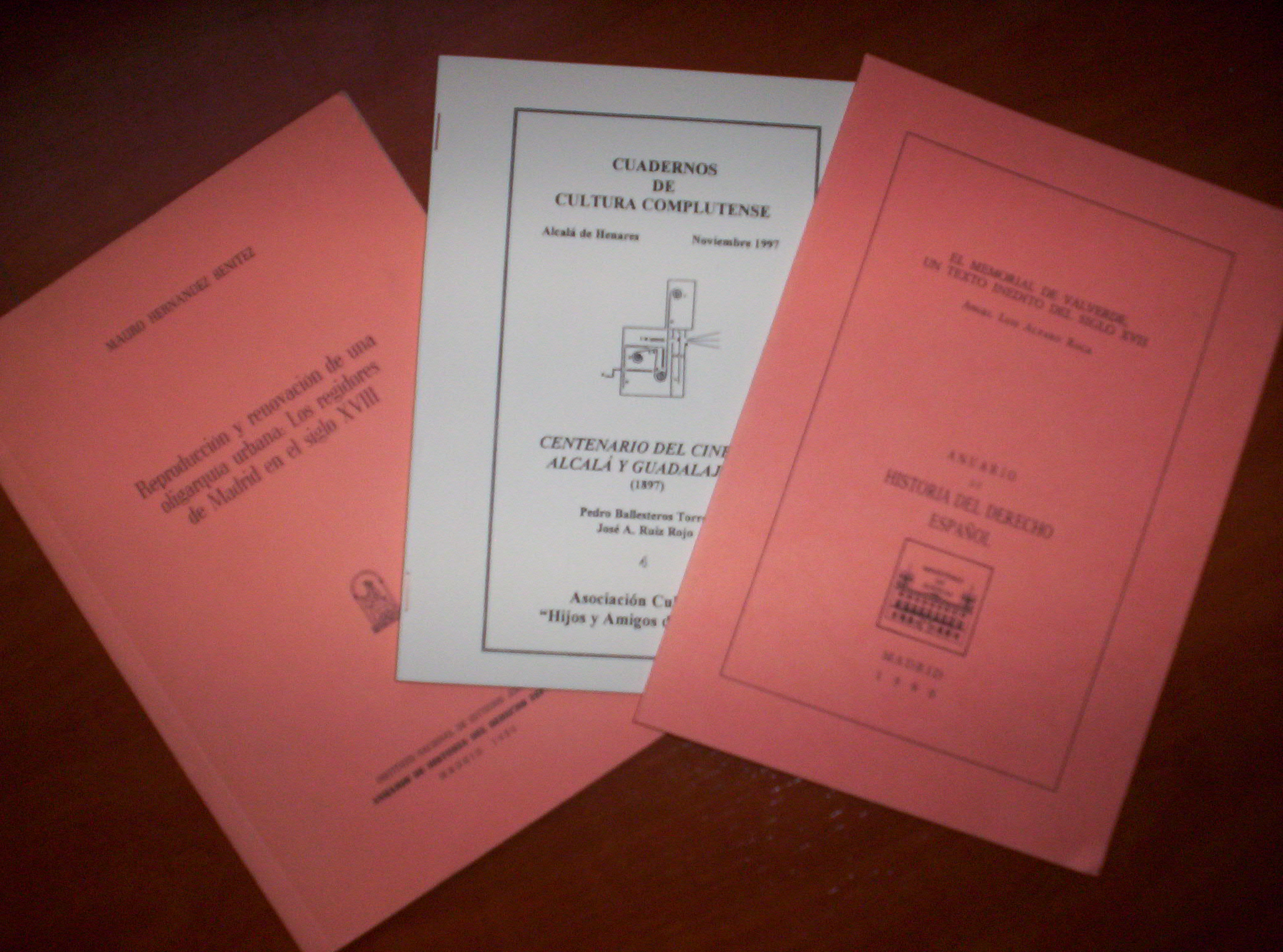
Los artículos publicados en revistas académicas especializadas de historia, suelen también ser encuadernados separadamente en separatas que se facilitan al autor (y habitualmente son la única remuneración que recibe de la revista).

También suelen publicarse en las revistas de historia la reproducción textual de fuentes documentales, por sí solas o acompañadas de comentarios, glosas, adaptaciones, traducciones o estudios críticos realizados por historiadores o documentalistas; así como recopilaciones y catálogos de todo tipo de fuentes, primarias o secundarias.
La revolución informática e internet ha supuesto también la adaptación al formato electrónico de las revistas de historia. No es habitual que, como ha ocurrido con algunas publicaciones científicas, renuncien al papel y a la distribución tradicional por kioscos, librerías o correo postal y se presenten únicamente como edición digital o ezine, con todas las consecuencias que ello tiene (publicación electrónica o ciberedición pero sí es habitual que mantengan páginas web de muy desigual concepción y utilidad que entre otras posibilidades, suelen permitir el contacto por correo electrónico (para el envío de originales o la petición de suscripciones o números atrasados), la consulta por internet de sus catálogos y en algunos casos de una parte mayor o menor de su contenido. La visibilidad e impacto en internet de una revista puede cuantificarse con distintos métodos de análisis cuantitativo.
La consulta en biblioteca de revistas de historia ha sido tradicionalmente una práctica habitual, no sólo para el estudio universitario en las carreras de Historia y la formación intelectual de sus estudiantes, sino como parte fundamental de la investigación histórica, para la que son una de las fuentes secundarias más habituales; por lo cual uno de los criterios bibliométricos para la medición cuantitava de su repercusión es la comprobación de su presencia en bibliotecas significativas, además de la cantidad de veces que son citadas como fuente (índice de citación, análisis de citas). En cuanto a la tirada o resultado de las ventas pueden llegar a ser muy importantes en las revistas de divulgación, que se editan con claros criterios comerciales, y muy limitadas en las revistas académicas, que no suelen depender económicamente de las ventas, sino que se nutren de fondos institucionales (universidades, academias, centros de investigación o instituciones similares).
El número de revistas especializadas en historia ha aumentado sustancialmente con el tiempo: Dialnet cataloga 575 revistas de Historia, y Latindex 216. El Índice Histórico Español lleva registradas desde 1953 más de 10 000 reseñas, incluyendo una valoración crítica de los libros y artículos que se publican en varios centenares de revistas especializadas.

## Corpus documentales
La publicación impresa de catálogos y recopilaciones de fuentes documentales, inicialmente sin una clara separación de la publicación de la fuente, su reconstrucción, glosa o interpretación y la construcción de un discurso o síntesis histórica por el autor que la publica, se iniciaron por la historia eclesiástica (como la España Sagrada del Padre Flórez.)
En la primera mitad del siglo XIX, la historiografía romántica, basada en la erudición y el método histórico crítico, inició la edición de corpus documentales mucho más sistemáticos y seculares, como Monumenta Germaniae Historica o Corpus Inscriptionum Latinarum, cuya descomunal envergadura implicaba la publicación secuencial, de alguna manera similar a la de las publicaciones periódicas, aunque siguiendo un ritmo propio, esporádico, no necesariamente regular.

## Precedentes de las revistas históricas
El Annual Register, Edmund Burke 1758) recoge desde esa fecha la historia de cada año, de manera similar a como lo hacían los anales regios o monásticos o los anuarios con resúmenes periodísticos que se elaboran en la actualidad. Por tanto, su género es más bien la historia actual inmediata y no el vehículo de publicación de investigaciones historiográficas.
Ya más cercana a ese concepto, la Bibliothèque de l'École des chartes fue una revista que publicaba inicialmente todo tipo de artículos sobre asuntos históricos, aunque se acabó especializando en las ciencias auxiliares de la historia, especialmente la archivística y la paleografía, intereses propios de la institución que la fundó, la École des chartes.
El Historisch-politische Zeitschrift desde 1832 hasta 1836, fundado por Leopold Von Ranke) y el Zeitschrift für Geschichtswissenschaft desde 1844 hasta 1848, por Wilhelm Adolf Schmidt, donde colaboraron también Ranke y los hermanos Grimm) fueron revistas de historia alemanas cuya experiencia siguió con más continuidad Historische Zeitschrift, todas ellas anteriores a la unificación.

## Revistas de finales delsigloXIX
Siguiendo el ejemplo de esta última publicación alemana, proliferaron en el resto de los países revistas especializadas en historia, como Revue Historique, Boletín de la Real Academia de la Historia (1877, Real Academia de la Historia, American Historical Review, Rivista storica italiana o English Historical Review.

## Revistas de Historia y Teoría del Arte
Son muy comunes en toda Europa y en Estados Unidos desde finales del siglo XIX, también en este caso precedidas por el ejemplo de las germanófonas.

## Renovación historiográfica delsigloXX
A mediados del siglo XX las corrientes de renovación historiográfica se agruparon en torno a revistas de gran categoría científica que buscaban el debate, como Past and Present y Annales, generando polémicas muy fructíferas (transición del feudalismo al capitalismo, crisis del siglo XVII, etc.) y proponiendo nuevos campos de investigación (por ejemplo, la microhistoria, que surgió en torno a Quaderni Storici).

## Divulgación

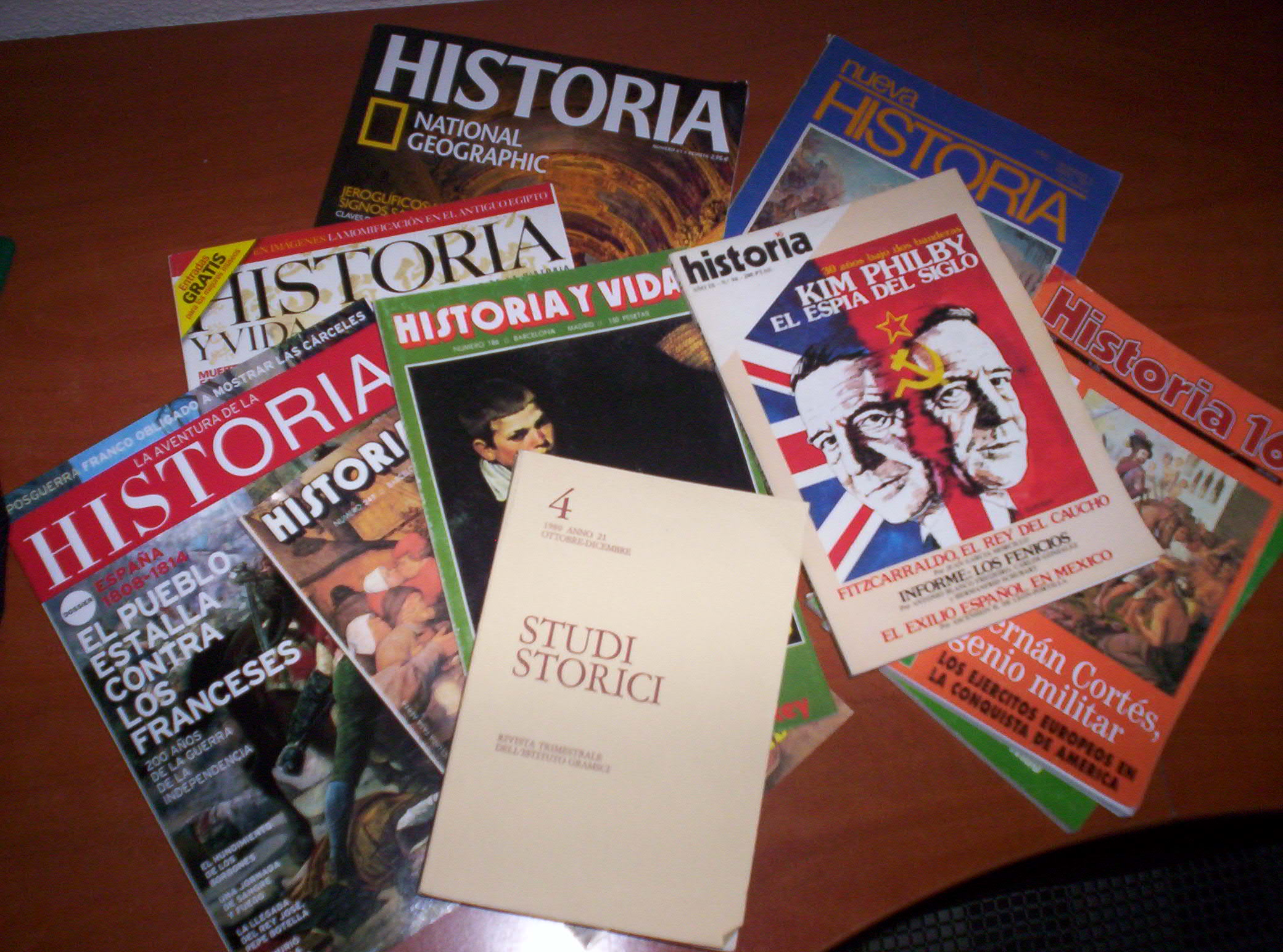
Revistas de historia, la mayoría españolas, comerciales, y una académica, italiana.

Las revistas de divulgación y gran tirada de los años sesenta y setenta del siglo XX (en Argentina Todo es Historia -desde 1967-; en España Historia 16 -desde 1976, Tiempo de Historia -desde 1974 o Historia y Vida -desde 1968, en la actualidad han dado paso a revistas de cuidado diseño comercial (editadas pensando en muy distinto público, disparidad de secciones, cierto sensacionalismo en los titulares, insistencia en temas de éxito garantizado como la egiptología o las conmemoraciones, papel de calidad, profusión de imágenes impresas a todo color, estudiada maquetación, etc.) como es el caso de las también españolas Historia National Geographic o La aventura de la Historia.

## Revistas académicas en España
Un estudio sobre la Visibilidad internacional de las revistas españolas de historia selecciona por su impacto científico 17 revistas: dos generales: Hispania: Revista española de Historia"  1940, CSIC en Madrid y Mélanges de la Casa de Velázquez 1965, Casa de Velázquez; tres para cada periodo: para Historia  Antigua Gerión (revista) 1983 Universidad Complutense de Madrid), Hispania Antiqua 1971, Universidad de Valladolid y Espacio, Tiempo y Forma. Historia Antigua 1988, UNED; para Historia Medieval Anuario de Estudios Medievales 1964, CSIC en Barcelona), Studia Histórica. Historia Medieval 1983, Universidad de Salamanca y En la España Medieval 1980, Universidad Complutense de Madrid; para Historia Moderna Studia Histórica. Historia Moderna 1983, Universidad de Salamanca), Estudis. Revista de Historia Moderna 1972, Universidad de Valencia  y Obradoiro de Historia Moderna 1992, Universidad de Santiago de Compostela; para Historia Contemporánea Studia Histórica. Historia Contemporánea 1983, Universidad de Salamanca, Historia Contemporánea (revista) 1988, Universidad del País Vasco  y Cuadernos de Historia Contemporánea 1988, Universidad Complutense de Madrid; y tres temáticas: Asclepio. Revista de Historia de la Medicina y de la Ciencia 1948, CSIC , Historia Agraria (998, Universidad de Murcia, y Revista de Historia Económica (subtitulada en inglés: Journal of Iberian and Latin American Economic History, 1983, Centro de Estudios Políticos y Constitucionales.
No consideradas en el citado estudio, existen muchas otras revistas donde se ha publicado parte importante de la producción historiográfica española, como Moneda y Crédito (revista especializada en economía, desde 1956 o Revista de Occidente (revista no especializada de gran prestigio intelectual, fundada por José Ortega y Gasset en 1923). Asimismo, son destacables las nuevas revistas digitales, como "La Razón histórica" (2007), pionera en el estudio de la Historia de las ideas políticas y sociales.